# 津田源七
津田 源七（つだ げんしち、生没年不詳）とは明治時代の東京の地本問屋。

## 来歴
明治年間に東京において地本問屋を営業している。主に月岡芳年、3代目歌川広重の錦絵を出版している。

## 作品
- 月岡芳年 「鹿児島平定寿語録」 大判6枚続 錦絵 明治10年
- 月岡芳年 「鹿児島暴徒降参之図」 大判3枚続 錦絵 明治10年
- 3代目歌川広重 「東京名所」 横大判 揃物の内